# Hammeria meleagris
Hammeria meleagris là một loài thực vật có hoa trong họ Phiên hạnh. Loài này được (L. Bolus) Klak mô tả khoa học đầu tiên năm 2000.